# Risen (película)
Risen (también conocida como Resucitado en España y Resurrección o La resurrección de Cristo en Hispanoamérica) es una película estadounidense de drama bíblico, dirigida por Kevin Reynolds y escrita por Reynolds, Paul Aiello y Karen Janszen. La película está protagonizada por Joseph Fiennes, Tom Felton, Peter Firth y Cliff Curtis. Columbia Pictures publicó esta película en cines inicialmente el 19 de febrero de 2016 en su región local. En España se estrenó en cines el 23 de marzo de 2016.

## Sinopsis
Clavius, un tribuno romano, es encargado por Poncio Pilato de hacer ejecutar la pena capital (crucifixión) a tres rebeldes acusados de sedición contra el Imperio romano del Canon, entre uno de ellos un tal Jesús de Nazaret. Además, debe encargarse de su sepultura y vigilancia con una escolta de soldados por lo «inusual» y preponderante de su personalidad para las altas autoridades judías. Sin embargo, es sorprendido al saber que los soldados a su mando habían desaparecido y la tumba estaba vacía, sorprendentemente sin señales de robo común. Esto inquieta a Pilato, quien le encarga investigar los rumores sobre la resurrección del mesías judío y localizar prontamente el cuerpo de Jesús de Nazaret para calmar la posibilidad de una inminente insurrección en Jerusalén durante los sesenta días siguientes de su «supuesta» resurrección.
Clavius empieza afanosamente a interrogar a probables seguidores de este líder religioso para indagar el destino del cuerpo humano. Parte interrogando a los soldados que custodiaban la tumba, pero estos solo le dan una versión falsa, que luego descubre fue pagada por los fariseos.
Clavius busca en el monte Gólgota haciendo el reconocimiento de cuerpos de los ejecutados días atrás, llegando incluso a profanar tumbas de condenados comunes y de peligrosos judíos. Interroga a sospechosos de ser seguidores de Jesús, pero todos los interrogados solo alaban a Yeshua por su amor hacia el prójimo.
Un día, en una redada, Clavius sorprende en una habitación a un grupo de seguidores que parecen ser los principales y a Yeshua con ellos enseñándoles sus heridas hechas en la crucifixión. Clavius queda profundamente impresionado y sorprendido, y decide seguirlos para averiguar la verdad acerca del personaje.

## Fuente literaria
Su puesta en acción tiene una ligera comparación de su trama con el libro El informe de Judea, novela histórica escrita por Stephen Dando Collins en 2008. Sin embargo, la historia como tal no corresponde de forma directa con la misma, y solo se le considera ligeramente como base de su estructura.

## Elenco
- Joseph Fiennes como Clavio.
- Tom Felton como Lucio.
- Peter Firth como Poncio Pilato.
- Cliff Curtis como Yeshua.
- María Botto como María Magdalena.

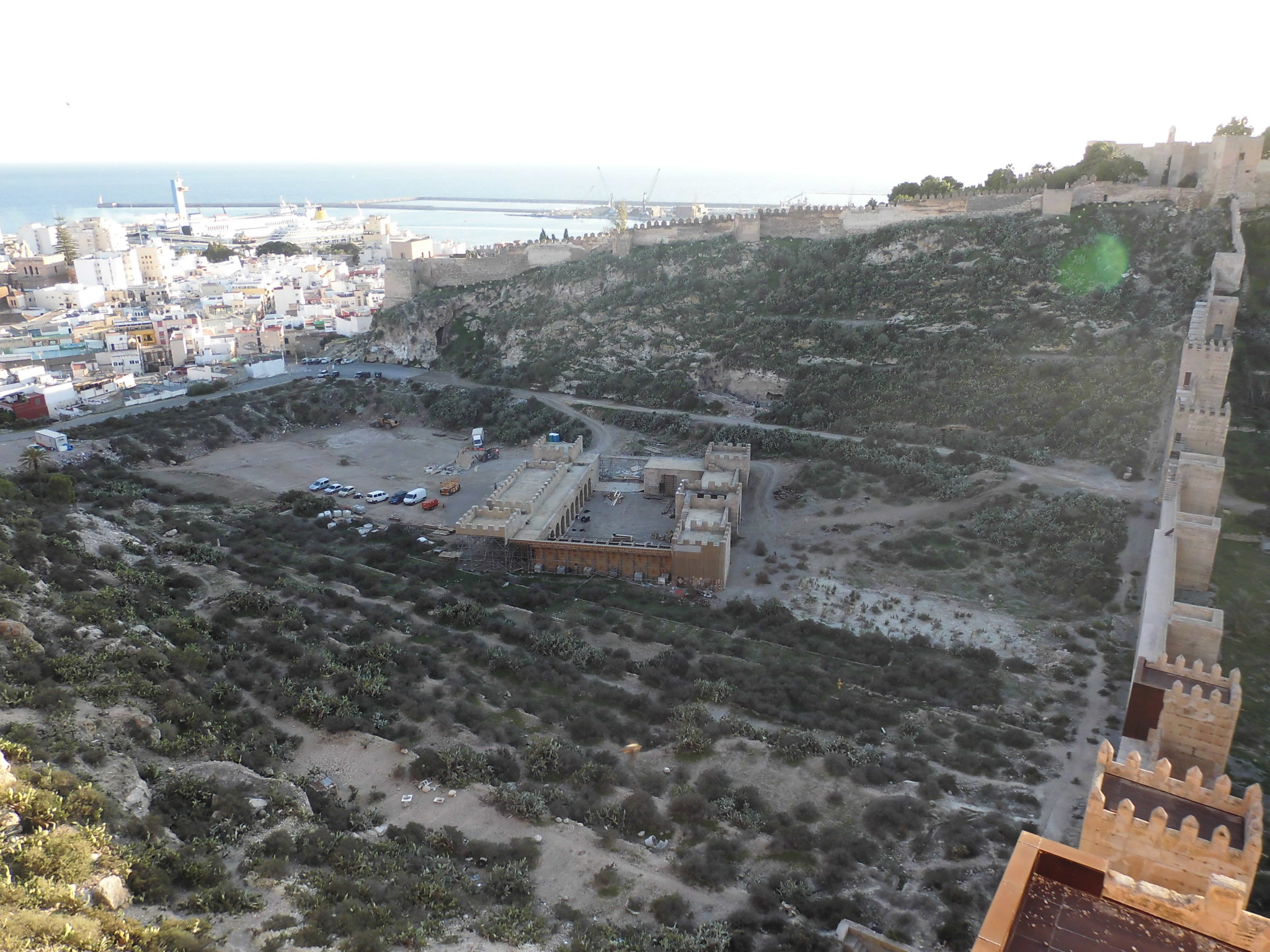
Montaje para la película, junto a la muralla de la Alcazaba de Almería, España.

- Antonio Gil como José de Arimatea.
- Stewart Scudamore como Pedro.
- Joe Manjón como Simón el Cananeo.
- Stephen Hagan como Bartolomé.
- Luis Callejo como Joses.
- Pepe Lorente como Tadeo.
- Mark Killeen como Antonio.
- Rumbull Hayward como Eduardo.
- Jan Cornet como Tomás.
- Mario Tardón como Andrés.
- Stavros Demetraki como Felipe.
- Mish Boyko como Juan.
- Manu Fullola como Mateo.
- Stephen Greif como Caifás.

## Producción
En 2013, Kevin Reynolds fue director en la planificación de un proyecto llamado La resurrección de Cristo, una posible secuela de La pasión de Cristo, acerca de los cuarenta días después de la resurrección.

## Lanzamiento
Columbia Pictures programó el lanzamiento para el 19 de febrero.

## Recepción

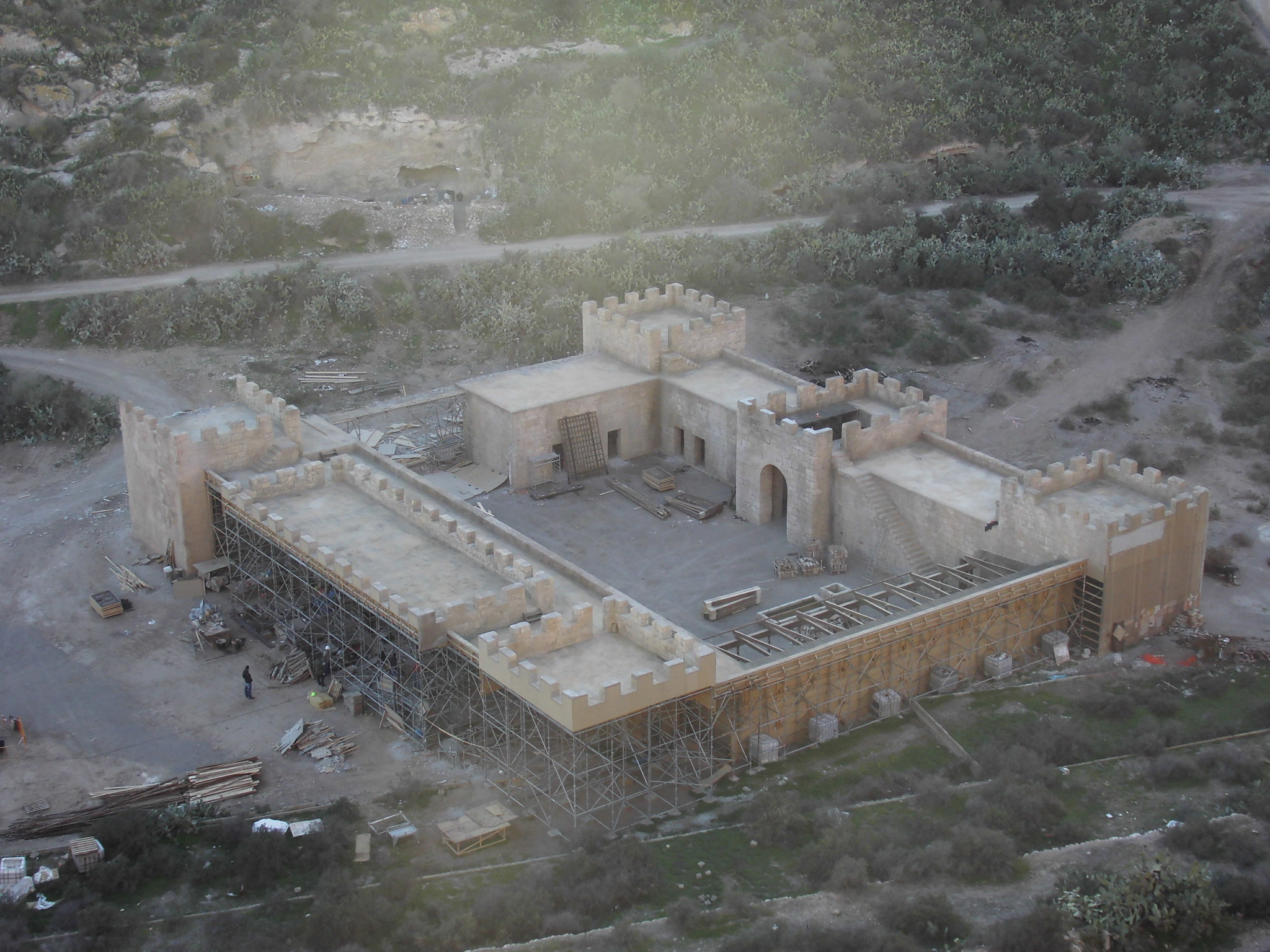
Detalle del montaje para la residencia de Pilato

### Taquilla
Para el 20 de marzo de 2016, Risen había recaudado 34,4 millones de dólares estadounidenses en América del Norte y 1 millón de dólares en otros territorios, para una recaudación total de 35,5 millones de dólares en todo el mundo, frente a un presupuesto de 20 millones de dólares.
En los Estados Unidos y Canadá, el seguimiento de la versión proyectada en preestreno sugería que la película recaudó 7-12 millones de dólares en 2915 salas de cine en su primer fin de semana, por delante de sus compañeras recién llegadas Race (proyección estimada: 4-7 millones de dólares) y The Witch (proyección estimada: 5-7 millones de dólares). La película recaudó 4 millones de dólares en su primer día y 11,8 millones de dólares en su primer fin de semana, terminando tercera en la taquilla detrás de Deadpool (56,5 millones de dólares) y Kung Fu Panda 3 (12,5 millones de dólares).

### Reacción de los críticos
Risen ha recibido críticas mixtas de parte los críticos especializados. En Rotten Tomatoes, la película tiene una calificación de 52 %, basada en 112 reseñas, con una calificación promedio de 5.6/10. El consenso crítico del sitio web indica: «Risen se beneficia de un tono más ligero que muchas otras producciones basadas en la fe cristiana, así como una toma única en la historia más grande jamás contada y un giro tremendo del actor Joseph Fiennes». Metacritic reporta una calificación de 51 de 100, basado en 28 reseñas, indicando «críticas mixtas o promedio». La audiencia consultada por CinemaScore le dio a la película una calificación promedio de A– en una escala de ente A+ hasta F.
Richard Roeper, del diario Chicago Sun-Times, le dio a la película una calificación dos de cuatro estrellas, elogiando el diferente enfoque hacia la historia, así como los actores de reparto; pero criticando el rendimiento estoico de Fiennes.